# Orta di Atella
Orta di Atella là một đô thị ở tỉnh Caserta trong vùng Campania của Ý, có vị trí cách khoảng 15 km về phía bắc của Napoli và khoảng 12 km về phía tây nam của Caserta. As of ngày 31 tháng 12 năm 2004, đô thị này có dân số 15.703 người và diện tích là 10,7 km².
Đô thị Orta di Atella có các frazione (đơn vị cấp dưới) Casapuzzano.
Orta di Atella giáp các đô thị: Caivano, Crispano, Frattaminore, Marcianise, Sant'Arpino, Succivo.